# 대구 초등학생 집단 성폭행 사건
대구 초등학생 집단 성폭행 사건은 2008년 대한민국 대구 광역시의 초등학교에서 고학년 남학생들이 여학생에 대해 일상적으로 강간 행위를 반복한 사건이다.

## 개요
처음에는 남학생끼리 상급생이 하급생에 무리 음란물을 보여 동성 간의 성행위를 강요하고 그것을 거절하면 때리는 등의 왕따가 중심이었다. 그러나 폭행의 피해를 받고 있던 남학생들이 여학생을 폭행하는 데 참여하기 시작했다. 즉, 피해자가 가해자로 변하는 구조가 형성되어 있었다고 한다.
남학생의 대부분은 맞벌이 부부였으며, 부모가 부재 시에 인터넷과 케이블 TV에서 음란물을 시청하고, 그 성행위를 학교 생활에서 집단 속에서 모방하고 있었다고도 보도되었다.
대한민국은 급증하고 있다, 폭행의 젊은 나이 화가 심각한 사회 문제였다. 고등학생도 아니며, 중학생도 아닌 초등학생에 의한 이 사건은 지역 사회의 도덕 문제와 연관되었고, 대한민국 사회 전체에 큰 충격을 주었다.

## 사건 발각의 경위

### 보호자로부터 신고
대구 서부 경찰서에 초등학교 및 중학교 남학생 집단이 초등학생 여아 몇 명을 성폭행했다고 피해자의 부모가 통보했다. 경찰은 2008년 4월 21일 17시께 대구 서구에 있는 테니스 코트 뒤에서 중학생 그룹이 후배에 해당하는 초등학교 남학생들에게 어린 여학생을 데려 오게해서 초, 중학생 함께 성폭행을 한 혐의로 수사를 진행했다.
가해자는 처벌 할 수 없는 범죄 미성년자 (14세 미만)로 이루어져 있고, 조사를 진행하면서 같은 지역 선후배 해당 동료 인 것이 판명 몇 명은 혐의를 인정했다. 피해자 인 소녀들은 성적 폭행을 집단으로 추가 성적인 괴롭힘 등을 받았다고 몇 명이 진술했지만, 대부분의 남아 여아들은 진술을 거부했다.

### 만연했던 성폭행
4월 30일 전국 교직원 노동 조합 대구 지부 등 18개 시민 단체로 구성된 '학교 폭력·성폭력 치료와 예방을 위한 대구 시민 사회 공동 대책 위원회'는 기자 회견을 열고 피해자 다니는 초등학교에 근무하는 교사가, 2007년 11월경에 학교 교실에서 섹스 흉내를 내는 것을 목격했기 때문에 실태 조사를 실시한 곳, 2006년 1학기부터 초등학교 5년에서 6년 남학생이 초등학교 3~4학년 남학생에 집단 성행위의 강요, 성폭행, 성희롱 등 성추행이 빈번하게 이루어지고 있으며, 40여명이 성폭력을 행하고 사실을 발견하고 공표했다.
현재 밝혀진 가해자 및 피해자 수는 늘어날 가능성이 있지만, 구체적으로 3~4명의 남학생이 1명의 여학생을 눈길 할 수 없는 놀이터, 공원, 게임 센터, 학교 내부의 숨겨진 장소 등에 데리고 음란 행위를 하고 있었다고 한다.
전국 교직원 노동 조합 대구 지부 임 솜 교사는 '교사가 사건 발생 직후 학교에 보고하고, 대책을 요구했지만 학교측은 이를 묵살했다' 고 비판했다.
이에 대해 학교 측은 '가해자 학생도 음란물의 피해자로 간주하여 처벌보다는 교육을 통해 문제를 해결 하려고 했다. 부모님과 함께 상담을 실시하는 등 필요한 조치를 모두 취한' 고 반박 발각 후에는 전문가 성교육을 실시하여 가정에 문서 등 대책을 가져오고 있다고 주장했다.
대구시 교육청 초등 교육과의 이태열 장학사는 '참여 아동의 인권을 생각 내부적으로 대책을 세우고 있었다 만으로 사건을 은폐하려 한 것은 아니다. 향후 문제의 학교에 대한 감사를 하고 가해자를 처벌하고 피해자에 대한 치료도 진행할 것' 이라고 말했다.

### 책임 소재
경찰은 실질적인 피해 규모 파악을 목적으로 사건이 있었다 초등학교 아동 전원을 대상으로 한 설문지 조사 실시를 계획했지만, 어린 아동의 마음을 손상시킬 수 있다는 지적을 받아 설문지 조사를 중단했다.
외상 등의 영향을 고려하여 아동들을 대상으로 수사를 억제하고, 교사들의 성인을 대상으로 한 수사를 진행하면서 피해 신고 등 상황을 보고, 수사 확대 여부를 결정 하기로 했다. 이에 대해 공대위는 대구 지방 경찰청과 간담회를 열고 사건을 은폐하고 수사를 축소 할 수 없는 것을 강력히 촉구했다.
5월 14일 공동 대책 위원회는 교육감 및 교육청의 무능이 표면화했다고 비난하고, 아동을 보호 할 수 없었던 초등학교와 교육청에 대해 책임을 묻는 집단 소송을 준비 할를 밝혔다.
공대위는 "교육청은 6일 산하 대구시 교육 위원회에 성폭행과 학교 폭력 가해·피해 아동 32명, 음란물 노출 아동 39명 등 모두 71명을 보고했지만, 정보 제공과 추가 상담을 실시한 결과 가해·피해 아동은 100명을 넘어섰다"며"철저한 조사를 위해 10일 경찰에 수사를 의뢰했다"고 설명 하고 있다.
5월 28일 사건의 가해자로 5월 4일부터 구속 된 중학생 3 명의 알리바이가 객관적으로 입증되었다는 이유로 신병을 석방되었다. 조사에 따르면, 범행 직전 4월 21일 15시부터 16시 경까지 인터넷 카페에 입점, 6시간 경과한 22시경에 가게를 나가는 모습이 방범 카메라에 촬영되어 있었다고 한다.
이에 대해 가해자가 된 중학생들과 학부모는 "경찰이 강압적인 수사로 조작 한 사건"이라고 강하게 비난했다. 경찰 측은 당시 조사 상황을 설명하고 잘못된 수사가 행해졌다고 진사했다. 그러나 석방 된 중학생 3명은 4월 21일의 사건에 대해서는 혐의가 화창한 하지만 다른 날에 여학생에 대해 성폭행 혐의가 있기 때문에 다시 조사 할 고 설명했다.
이에 대해 보호자는 경찰의 수사는 신뢰를 실추하고 있다고 비판하고 오히려 강압적 인 수사에 대해 법적 조치를 취할 생각을 분명히 하고 있다. 또한 덩달아 가정 법원에 송치된 가해자 소년도 "범행 당일 알리바이가 있고 증거와 증인을 세우는" 범행 부인을 소개했다. 경찰은 원점으로 돌아가 전반적인 재 수사를 진행할 방침 이라고 했다.

## 어린이날
교육 과학 기술부는 2008년 5월 2일 전체 회의를 열고 대구 초등학생 집단 성폭행 사건의 발생 경위와 대책 등을 엄격하게 추궁했다.
교육 과학부가 제출 한 보고서에는 한나라당, 통합 민주당의 각 의원으로부터 비판이 잇따랐다. 유사한 폭행 사건이 반복되는 때마다 나오는 대책은 즉시 형해 화하고 있으며, 이번 대책도 2007년 밀양 여중생 폭력 사건에서 아무런 변함없이 미흡하다고 규탄했다.
김도연 교육 과학부 장관은 "지적한대로, 인성 교육의 부족 인 것 같다. 성교육의 실태를 파악하여 더 나은 교육적인 방향으로 개선하겠다"고 대답, "이런 문제가 교육 과학부 차원에서만 해결되는 것이 아니기 때문에, 여러 부서가 힘을 합쳐 노력하고 있다"고 말했다.
한편 한나라당 강재섭 대표는 이날 오전 이명박 대통령과 가진 브리핑에서 "이번 어린이 날 (5월 5일 어린이 날) 을 자녀를 보호 원년으로 선언 하고 아이들이 유괴 나 실종 성폭행 당하지 않도록 하겠다고 밝혔다.